# Xavier Corosine
Xavier Corosine, né le 12 mars 1985 à Fréjus, est un joueur français de basket-ball. Il évolue au poste de meneur ou d'arrière

## Biographie
Corosine commence le basket-ball à partir de 7 ans dans l'équipe de Fréjus après avoir vu la Dream Team jouer aux Jeux olympiques d'été de 1992 à Barcelone. En 2000, il intègre le centre de formation club d'Antibes alors entrainé par Jacques Monclar via la filière sport-étude du lycée CEBA / CESAAM (Centre d'études pour les sportifs d'Antibes et des Alpes-Maritimes / Centre d'Etudes et de Basket d'Antibes). En 2002, il choisit de ne pas terminer sa formation à Antibes afin de suivre Jacques Monclar au Paris Basket Racing. Dès 2003, il apparaît dans l'effectif professionnel du club tout en terminant sa formation.
Lors de la saison de Pro A 2005-2006, il intègre la rotation de l'équipe professionnelle du Paris Basket Racing en jouant 34 matchs pour 18 minutes de moyenne. À l'été 2006, il rejoint l'Élan Chalon pour 2 saisons. Pour la saison de Pro A 2006-2007 il est deuxième au poste de meneur et participe à la rotation avec 34 matchs joués pour 16 minutes. Il en est de même pour la saison de Pro A 2007-2008, il reste le deuxième meneur et participe à la rotation avec 29 matchs joués pour 16 minutes.
Afin d'augmenter son temps de jeu il rejoint le promu l'Étoile de Charleville-Mézières pour la saison de Pro B 2008-2009. Il y joue 32 matchs pour 26 minutes. Malgré une très belle saison avec une sixième place, avec 20 victoires pour 14 défaites, l'Étoile de Charleville-Mézières doit faire face à des restrictions budgétaires et ne conserve qu'un joueur sur dix.
À l'été 2009, il rejoint la JSF Nanterre pour deux saisons. Pour la saison de Pro B 2009-2010 il joue 34 matchs pour 31 minutes dont 27 matchs dans le cinq de départ. Il réalise sa meilleure saison au tir à 3 points avec un ratio de 46,8 % (95-203). Il prolonge son contrat pour les deux saisons suivantes. Pour la saison de Pro B 2010-2011 il participe à la montée du club en Pro A pour la première fois de son histoire avec 29 matchs joués dont 24 dans le cinq de départ et 29 minutes de moyenne.
Pour son retour en Pro A pour la saison 2011-2012 il est nommé, en cours de saison, capitaine de l'équipe après le départ de Guillaume Pons. Le 29 décembre 2011, pour sa première participation au All-Star Game LNB 2011, il remporte le concours de tir à trois points face au meneur du Limoges CSP Kyle McAlarney (17 à 15). Il joue 30 matchs dont 15 dans le cinq de départ et 23 minutes de moyenne. À l'issue de la saison il resigne pour les deux saisons suivantes.
Pour la saison de Pro A 2012-2013, il est confirmé comme capitaine de l'équipe. Le 30 décembre 2012, pour sa deuxième participation au All-Star Game LNB, il remporte le concours de tir à trois points face au meneur du Limoges CSP Kyle McAlarney (20-16). Il est le premier joueur à remporter ce concours deux fois d'affilée[réf. nécessaire]. Il joue 29 matchs dont 19 dans le 5 de départ et 21 minutes de moyenne. Il réédite sa performance All-Star Game LNB 2013 en devenant le premier joueur à remporter trois fois d'affilée ce titre[réf. nécessaire].
Le 8 juillet 2015, il s'engage avec Boulogne-sur-Mer, club relégué en Pro B.

## Clubs
- 2000 - 2003 :  Olympique d'Antibes Juan-les-Pins (Pro B) espoir
- 2003 - 2006 :  Paris Basket Racing (Pro A) espoir
- 2006 - 2008 :  Élan sportif chalonnais (Pro A)
- 2008 - 2009 :  Étoile de Charleville-Mézières (Pro B)
- 2009 - 2011 :  Jeunesse sportive des Fontenelles de Nanterre (Pro B)
- 2011 - 2014 :  Jeunesse sportive des Fontenelles de Nanterre (Pro A)
- 2014 - 2015 :  Paris-Levallois Basket (Pro A)
- 2015 - 2017 :  Stade olympique maritime boulonnais (Pro B)

## Palmarès

### Résultats et titres
Avec la JSF Nanterre, Xavier Corosine obtient les résultats suivants :
- Champion de Pro B en 2011.
- Champion de Pro A en 2013.

### Distinctions personnelles
Avec la JSF Nanterre, Xavier Corosine obtient les distinctions suivantes :
- Vainqueur du concours de tirs à trois points du All-Star Game LNB 2011 à Paris-Bercy
- Vainqueur du concours de tirs à trois points du All-Star Game LNB 2012 à Paris-Bercy
- Vainqueur du concours de tirs à trois points du All-Star Game LNB 2013 à Paris-Bercy